# Copa de la Liga de Francia 2015-16
La Copa de la Liga 2015/16 (en francés: Coupe de la Ligue 2015/16) es la vigésimo primera edición del torneo de la Copa de la Liga de Francia. Cuenta con la participación de 20 equipos de la Ligue 1, 20 de la Ligue 2 y 2 del Championnat National. Comenzó a jugarse el 11 de agosto de 2015. El campeón se clasificará para la Liga Europea de la UEFA 2016-17, salvo que ya lo haya hecho para esta competición o para la Liga de Campeones de la UEFA 2016-17 por la vía de la Ligue 1.

## Competición

### Primera ronda
La primera ronda de encuentros se llevó a cabo el 11 de agosto de 2015. Los 10 ganadores aseguran su lugar en la segunda ronda.
| 11 de agosto de 2015 | Racing Lens                             | 0:0 (t. s.)(0:0 t. s.)(2 – 4 p.) | Troyes                                 | Stade Bollaert-Delelis, Lens                              |                                                           |
|                      |                                         | Reporte                          |                                        | Asistencia: 20.396 espectadores Árbitro(s): Wilfried Bien | Asistencia: 20.396 espectadores Árbitro(s): Wilfried Bien |
|                      |                                         | Tiros desde el punto penal       |                                        |                                                           |                                                           |
|                      | Valdivia · Landre · Cyprien · Bekamenga |                                  | Lesoimier · Frikeche · Toudic · Diallo |                                                           |                                                           |

| 11 de agosto de 2015 | Stade Lavallois | 1:0 (1:0) | Nîmes Olympique | Stade Francis Le Basser, Laval                            |                                                           |
|                      | Alla 5'         | Reporte   |                 | Asistencia: 4.692 espectadores Árbitro(s): Thomas Leonard | Asistencia: 4.692 espectadores Árbitro(s): Thomas Leonard |

| 11 de agosto de 2015 | Auxerre     | 1:0 (1:0) | Red Star | Stade de l'Abbé-Deschamps, Auxerre                        |                                                           |
|                      | Courtet 36' | Reporte   |          | Asistencia: 4.083 espectadores Árbitro(s): Olivier Husset | Asistencia: 4.083 espectadores Árbitro(s): Olivier Husset |

| 11 de agosto de 2015 | Nancy                        | 2:1 (1:0) | Châteauroux       | Stade Marcel Picot, Tomblaine                                |                                                              |
|                      | Robic 3' (pen.) · Dalé 90+1' | Reporte   | Garita 59' (pen.) | Asistencia: 1.568 espectadores Árbitro(s): François Letexier | Asistencia: 1.568 espectadores Árbitro(s): François Letexier |

| 11 de agosto de 2015 | París                       | 1:2 (1:0) (t. s.)(1:2 t. s.) | Metz              | Stade Charléty, París                                     |                                                           |
|                      | Ngbakoto 17' · Bussmann 92' | Reporte                      | Garita 59' (pen.) | Asistencia: 2.466 espectadores Árbitro(s): Hamid Guenaoui | Asistencia: 2.466 espectadores Árbitro(s): Hamid Guenaoui |

| 11 de agosto de 2015 | Valenciennes | 1:3 (0:2) | Clermont                      | Stade du Hainaut, Valenciennes                            |                                                           |
|                      | Fulgini 68'  | Reporte   | Diedhiou 9' · Jobello 44' 66' | Asistencia: 3.166 espectadores Árbitro(s): Aurélien Petit | Asistencia: 3.166 espectadores Árbitro(s): Aurélien Petit |

| 11 de agosto de 2015 | Sochaux                    | 3:2 (0:2) | Chamois Niortais      | Stade Auguste Bonal, Montbéliard                                  |                                                                   |
|                      | Cacérès 51', 61' · Sao 68' | Reporte   | Omrani 56' · Koné 72' | Asistencia: 5.524 espectadores Árbitro(s): Alexandre Perreau Niel | Asistencia: 5.524 espectadores Árbitro(s): Alexandre Perreau Niel |

| 11 de agosto de 2015 | Le Havre   | 1:2 (1:1) | CA Bastia               | Stade Océane, Le Havre                                     |                                                            |
|                      | Lekhal 42' | Reporte   | Leca 22' · Sonnerat 70' | Asistencia: 5.378 espectadores Árbitro(s): Sylvain Palhies | Asistencia: 5.378 espectadores Árbitro(s): Sylvain Palhies |

| 11 de agosto de 2015 | Orléans    | 1:2 (1:0) | Tours                                  | Stade de la Source, Orleans                                |                                                            |
|                      | Armand 27' | Reporte   | Bergougnoux 53' (pen.) · Berenguer 81' | Asistencia: 5.378 espectadores Árbitro(s): Stephane Jochem | Asistencia: 5.378 espectadores Árbitro(s): Stephane Jochem |

| 11 de agosto de 2015 | Dijon                                                  | 3:3 (1:2) (t. s.)(3:3 t. s.)(3 – 5 p.) | Créteil                                                                                     | Stade Gaston Gérard, Dijon     |                                |
|                      | Diony 8' · Sammaritano 53' (pen.) · Tavares 69' (pen.) | Reporte                                | Dias 30' (pen.) · Sacko 31' · Esor 90'                                                      | Asistencia: 3.722 espectadores | Asistencia: 3.722 espectadores |
|                      |                                                        | Tiros desde el punto penal             |                                                                                             |                                |                                |
|                      | Bernard · Tavares · Bela · Amalfitano · Jullien        |                                        | Augusto · Di Bartolomeo · Montaroup · Lesage · Di Bartolomeo · Clémence · Mahon de Monaghan |                                |                                |

| 11 de agosto de 2015 | Stade Brestois                  | 2:2 (1:1) (t. s.)(2:2 t. s.)(3 – 5 p.) | Bourg-Péronnas                                    | Stade Bollaert-Delelis, Lens                              |                                                           |
|                      | Cuvillier 28' · Pelé 45'        | Reporte                                |                                                   | Asistencia: 5.299 espectadores Árbitro(s): Olivier Husset | Asistencia: 5.299 espectadores Árbitro(s): Olivier Husset |
|                      |                                 | Tiros desde el punto penal             |                                                   |                                                           |                                                           |
|                      | Pelé · Sankoh · Adnane · Grougi |                                        | Lacour · Berthomier · Damour · Moulaye · Boussaha |                                                           |                                                           |

### Segunda ronda
La segunda ronda de encuentros se llevó a cabo el 25 de agosto de 2015. Los 6 ganadores aseguran su lugar en la siguiente ronda.
| 25 de agosto de 2015 | Évian                                              | 3:2 (2:0) | Clermont                       | Parc des Sports, Thonon-les-Bains                       |                                                         |
|                      | Centonze 17' · Altolaguirre 27' · Appindangoye 48' | Reporte   | Jobello 73' · Saadi 88' (pen.) | Asistencia: 2.141 espectadores Árbitro(s): Floris Aubin | Asistencia: 2.141 espectadores Árbitro(s): Floris Aubin |

| 25 de agosto de 2015 | Dijon                 | 2:0 (1:0) | Metz | Stade Gaston Gérard, Dijon                              |                                                         |
|                      | Thiam 45' · Diony 81' | Reporte   |      | Asistencia: 3.722 espectadores Árbitro(s): Johann Hamel | Asistencia: 3.722 espectadores Árbitro(s): Johann Hamel |

| 25 de agosto de 2015 | Tours                      | 2:0 (0:0) | Sochaux | Stade de la Vallée du Cher, Tours                             |                                                               |
|                      | Belkebla 67' · Kouakou 71' | Reporte   |         | Asistencia: 4.751 espectadores Árbitro(s): Stephanie Frappart | Asistencia: 4.751 espectadores Árbitro(s): Stephanie Frappart |

| 25 de agosto de 2015 | Ajaccio            | 1:2 (1:0) (t. s.)(1:2 t. s.) | Stade Lavallois             | Stade François Coty, Ajaccio                            |                                                         |
|                      | Cavalli 24' (pen.) | Reporte                      | Gonçalves 48' · Alioui 117' | Asistencia: 4.751 espectadores Árbitro(s): Floren Batta | Asistencia: 4.751 espectadores Árbitro(s): Floren Batta |

| 25 de agosto de 2015 | Bourg-Péronnas | 0:0 (t. s.)(0:0 t. s.)(5 – 4 p.) | Nancy | Stade Municipal de Péronnas, Péronnas                  |                                                        |
|                      |                | Reporte                          |       | Asistencia: 961 espectadores Árbitro(s): Jeremy Stinat | Asistencia: 961 espectadores Árbitro(s): Jeremy Stinat |

| 25 de agosto de 2015 | CA Bastia   | 1:1 (1:1) (t. s.)(1:1 t. s.)(0 – 3 p.) | Auxerre   | Stade Armand Cesari, Bastia                            |                                                        |
|                      | Guidiala 8' | Reporte                                | Bouby 45' | Asistencia: 475 espectadores Árbitro(s): William Lavis | Asistencia: 475 espectadores Árbitro(s): William Lavis |

### Dieciseisavos de final
| 27 de octubre de 2015 | Évian                        | 2:2 (0:1) (t. s.)(2:2 t. s.)(4 – 5 p.) | Stade Lavallois         | Parc des Sports, Thonon-les-Bains |                         |
|                       | Campanharo 80' · Hoggas 114' | Reporte                                | Viale 5' · Monfray 106' | Árbitro(s): Johan Hamel           | Árbitro(s): Johan Hamel |

| 27 de octubre de 2015 | Bastia | 0:1 (0:0) | Stade Rennais | Stade Armand Cesari, Bastia |                             |
|                       |        | Reporte   | Doucouré 59'  | Árbitro(s): Stéphane Lannoy | Árbitro(s): Stéphane Lannoy |

| 27 de octubre de 2015 | Tours        | 1:0 (0:0) | Angers | Stade de la Vallée du Cher, Tours |                               |
|                       | Miracoli 53' | Reporte   |        | Árbitro(s): Hakim Ben El Hadj     | Árbitro(s): Hakim Ben El Hadj |

| 28 de octubre de 2015 | Lorient | 3:2 (2:1) | Montpellier | Stade du Moustoir, Lorient |                           |
|                       |         | Reporte   |             | Árbitro(s): Wilfried Bien  | Árbitro(s): Wilfried Bien |

| 28 de octubre de 2015 | Lille                    | 2:1 (0:1) | Troyes    | Stade Pierre-Mauroy, Lille |                            |
|                       | Sunzu 49' · Guirassy 57' | Reporte   | Perea 29' | Árbitro(s): Benoît Bastien | Árbitro(s): Benoît Bastien |

| 28 de octubre de 2015 | Caen       | 1:2 (1:0) | OGC Nice          | Stade Michel d'Ornano, Caen |                             |
|                       | Delort 14' | Reporte   | Mendy 57' · 90+2' | Árbitro(s): Stéphane Jochem | Árbitro(s): Stéphane Jochem |

| 28 de octubre de 2015 | Bourg-Péronnas | 3:2 (1:1) (t. s.)(3:2 t. s.) | Nantes | Stade Municipal de Péronnas, Bourg-en-Bresse |                               |
|                       |                | Reporte                      |        | Árbitro(s): François Letexier                | Árbitro(s): François Letexier |

| 28 de octubre de 2015 | Dijon | 2:1 (2:1) | Stade de Reims | Stade Gaston Gérard, Dijon  |                             |
|                       |       | Reporte   |                | Árbitro(s): Lionel Jaffredo | Árbitro(s): Lionel Jaffredo |

| 28 de octubre de 2015 | Toulouse | 3:3 (0:1) (t. s.)(3:3 t. s.)(2 – 1 p.) | Auxerre | Stade de Toulouse, Toulouse |                            |
|                       |          | Reporte                                |         | Árbitro(s): Aurélien Petit  | Árbitro(s): Aurélien Petit |

| 25 de noviembre de 2015 | Ajaccio | 0:1 (0:0) | EA Guingamp      | Stade Ange Casanova, Ajaccio |                           |
|                         |         | Reporte   | Sloan Privat 93' | Árbitro(s): Mikael Lesage    | Árbitro(s): Mikael Lesage |

### Octavos de final
| 15 de diciembre de 2015 | Lille      | 1:0 (0:0) | Stade Lavallois | Stade Pierre-Mauroy, Lille    |                               |
|                         | Sidibé 79' | Reporte   |                 | Árbitro(s): Bartolomeu Varela | Árbitro(s): Bartolomeu Varela |

| 15 de diciembre de 2015 | EA Guingamp             | 2:2 (0:1) (t. s.)(2:2 t. s.)(4 – 3 p.) | OGC Nice      | Stade du Roudourou, Guingamp |                           |
|                         | Salibur 88' (pen.) 110' | Reporte                                | Mendy 44' 93' | Árbitro(s): Fredy Fautrel    | Árbitro(s): Fredy Fautrel |

| 15 de diciembre de 2015 | Lorient                                       | 3:0 (1:0) | Dijon | Stade du Moustoir, Lorient |                          |
|                         | Jeannot 37' · Philippoteaux 54' · Mesloub 89' | Reporte   |       | Árbitro(s): Saïd Ennjimi   | Árbitro(s): Saïd Ennjimi |

| 15 de diciembre de 2015 | Stade Rennais | 1:3 (0:2) | Toulouse                         | Roazhon Park, Rennes       |                            |
|                         | Diagne 57'    | Reporte   | Ben Yedder 13' 32' · Regatin 84' | Árbitro(s): Benoît Bastien | Árbitro(s): Benoît Bastien |

| 16 de diciembre de 2015 | Girondins de Burdeos               | 3:0 (1:0) | Mónaco | Stade Bordeaux-Atlantique, Burdeos |                             |
|                         | Ounas 16' · Rolan 57' · Saivet 88' | Reporte   |        | Árbitro(s): Frank Schneider        | Árbitro(s): Frank Schneider |

| 16 de diciembre de 2015 | Bourg-Péronnas                   | 2:3 (1:1) | Olympique de Marsella                | Stade Municipal de Péronnas, Péronnas |                             |
|                         | Boussaha 27' (pen.) 90+3' (pen.) | Reporte   | Sarr 13' · Ocampos 50' · Cabella 75' | Árbitro(s): Stéphane Jochem           | Árbitro(s): Stéphane Jochem |

| 16 de diciembre de 2015 | Olympique de Lyon      | 2:1 (1:0) | Tours      | Stade de Gerland, Lyon        |                               |
|                         | Beauvue 38' (pen.) 85' | Reporte   | Tandia 71' | Árbitro(s): Sébastien Moreira | Árbitro(s): Sébastien Moreira |

| 16 de diciembre de 2015 | París Saint-Germain | 1:0 (0:0) | Saint-Étienne | Parc des Princes, París                                    |                                                            |
|                         | Cavani 86'          | Reporte   |               | Asistencia: 47.346 espectadores Árbitro(s): Amaury Delerue | Asistencia: 47.346 espectadores Árbitro(s): Amaury Delerue |

### Cuartos de final
| 12 de enero de 2016 | Girondins de Burdeos              | 2:0 (1:0) | Lorient | Stade Bordeaux-Atlantique, Burdeos                           |                                                              |
|                     | Plašil 44' · Chaigneau 56' (a.g.) | Reporte   |         | Asistencia: 8.676 espectadores Árbitro(s): Nicolas Rainville | Asistencia: 8.676 espectadores Árbitro(s): Nicolas Rainville |

| 13 de enero de 2016 | Toulouse                         | 2:1 (1:1) (t. s.)(2:1 t. s.) | Olympique de Marsella | Stade de Toulouse, Toulouse |                           |
|                     | Ben Yedder 25' · Braithwaite 99' | Reporte                      | N'Koudou 27'          | Árbitro(s): Benoît Millot   | Árbitro(s): Benoît Millot |

| 13 de enero de 2016 | EA Guingamp                          | 0:0 (t. s.)(0:0 t. s.)(2-4 p.) | Lille                                       | Stade du Roudourou, Guingamp |                          |
|                     |                                      | Reporte                        |                                             | Árbitro(s): Tony Chapron     | Árbitro(s): Tony Chapron |
|                     |                                      | Tiros desde el punto penal     |                                             |                              |                          |
|                     | Giresse · Benezet · Erding · Lévêque |                                | Boufal · Sidibé · Tallo · Mavuba · Bauthéac |                              |                          |

| 13 de enero de 2016 | París Saint-Germain    | 2:1 (1:1) | Olympique de Lyon | Parc des Princes, París    |                            |
|                     | Rabiot 17' · Lucas 73' | Reporte   | Tolisso 42'       | Árbitro(s): Benoit Bastien | Árbitro(s): Benoit Bastien |

### Semifinales
| 26 de enero de 2016 | Lille                                                                    | 5:1 (3:1) | Girondins de Burdeos | Stade Pierre-Mauroy, Lille                                 |                                                            |
|                     | Benzia 8' · Sané 41' (a.g.) · Soumaoro 45' · Bauthéac 56' · Boufal 90+3' | Reporte   | Chantome 33'         | Asistencia: 19.168 espectadores Árbitro(s): Clément Turpin | Asistencia: 19.168 espectadores Árbitro(s): Clément Turpin |

| 27 de enero de 2016 | París Saint-Germain        | 2:0 (0:0) | Toulouse | Parc des Princes, París                                    |                                                            |
|                     | Lavezzi 65' · Di María 72' | Reporte   |          | Asistencia: 46.897 espectadores Árbitro(s): Amaury Delerue | Asistencia: 46.897 espectadores Árbitro(s): Amaury Delerue |

### Final
| 23 de abril de 2016 | París Saint-Germain        | 2:1 (1:0) | Lille      | Stade de France, París                                   |                                                          |
|                     | Pastore 40' · Di María 74' | Reporte   | Sidibé 49' | Asistencia: 68.640 espectadores Árbitro(s): Ruddy Buquet | Asistencia: 68.640 espectadores Árbitro(s): Ruddy Buquet |

## Campeón
| Bandera de Isla de Francia |
| Campeón                    |
| París Saint-Germain        |
| 6º título                  |